# ملیت‌ها و مناطق اسپانیا
اسپانیا کشوری متنوع است که با ادغام موجودیت‌های سیاسی متضاد دارای ساختارهای اقتصادی و اجتماعی، زبان‌ها و سنت‌های تاریخی، سیاسی و فرهنگی متفاوت تشکیل شده‌است. طبق قانون اساسی فعلی اسپانیا، ملت اسپانیا وطن مشترک و تقسیم ناپذیر همه اسپانیایی‌ها است که از ملیت‌ها و مناطقی تشکیل شده‌است که قانون اساسی حق خودگردانی را برایشان به رسمیت شناخته و تضمین می‌کند.
واژه‌های ملیت‌ها  و ملیت‌های تاریخی،   اگرچه هرگز به‌طور رسمی تعریف نشده‌اند اما به سرزمین‌هایی گفته می‌شوند که ساکنان آن‌ها دارای یک هویت تاریخی قوی هستند یا به‌طور مشخص تر، برخی جوامع خودمختار که اساسنامه خودمختاری - قانون پایه ای نهادی آنها - هویت تاریخی و فرهنگی آنها را به رسمیت می‌شناسد.
در رویه قضایی اسپانیا، واژه ملیت برای اولین بار در قانون اساسی فعلی که در سال ۱۹۷۸ پس از بحث‌های فراوان در پارلمان اسپانیا تصویب شد، ظاهر می‌شود. اگرچه به صراحت فهمیده شد که این اصطلاح به گالیسیا، سرزمین باسک و کاتالونیا اشاره دارد، قانون اساسی مشخصاً از هیچ جامعه ای نام نبرده‌است. بین موضع تمرکزگرای قوی به ارث رسیده از رژیم فرانکو و موضع ملی گرایانه گالیسی‌ها، باسک‌ها و کاتالان‌ها، اجماع پیرامون این لفظ ایجاد شد. هنگامی که همه ملیت‌ها و مناطق به خودمختاری یا خویش‌فرمانی ملحق شدند و به عنوان جوامع خودمختار تشکیل شدند، این قانون در اساسنامه‌های مربوط به خودمختاری اعمال شد.
تعدادی از نویسندگان قانون اساسی فعلی اسپانیا گفته‌اند که مفهوم ملیت مترادف با ملت است. با این حال، دادگاه قانون اساسی اسپانیا به صراحت این تفسیر را مخالفت کرده‌است.
در حال حاضر، اصطلاح «ملیت» در ارجاع به آراگون، جامعه والنسیا، جزایر بالئاریک، جزایر قناری و اندلس استفاده می‌شود. بقیه جوامع خودمختار (کاستیل-لامانچا، مورسیا، لاریوخا، اکسترمادورا) به عنوان مناطق تاریخی اسپانیا تعریف می‌شوند. آستوریاس، کانتابریا، کاستیا و لئون به عنوان «جمعیت‌های تاریخی» شناخته می‌شوند. نابارا در ایجاد مجدد منشورهای قرون وسطایی خود به عنوان یک جامعه منشوری تعریف شده‌است، و جامعه مادرید به عنوان نه یک ملیت و نه منطقه، بلکه به عنوان جامعه ای که به نفع کشور به عنوان مقر پایتخت کشور ایجاد شده‌است، تعریف شده‌است. در غیر این صورت، کاتالونیا در «استاتوت» خود به عنوان یک ملت تعریف شده‌است. این به رسمیت شناختن باعث شد دادگاه قانون اساسی اسپانیا برخی از موارد قانون کاتالونیا را که خلاف قانون اساسی اعلام شده بود، باطل کند. علاوه بر این، دادگاه در نظر گرفت که ارجاعاتی که در مقدمه اساسنامه به کاتالونیا به عنوان یک ملت و به واقعیت ملی کاتالونیا شده‌است، «بدون اثر قانونی» است.

ملیت‌های اسپانیا همان‌طور که در اساسنامه آنها تعریف شده‌است ملیت با قانون خودمختاری که به جمهوری دوم اسپانیا برمی گرددملیت در اساسنامه مدرن اسپانیا تعریف شده‌استسایر جوامع خودمختار